# Droga krzyżowa w Koloseum
Droga krzyżowa w Koloseum – droga krzyżowa odprawiana w Wielki Piątek, pod przewodnictwem papieża, w rzymskim Koloseum. Papież tradycyjnie podczas niej niesie drewniany krzyż.
Pierwsza droga krzyżowa w Koloseum została zorganizowana w 1750 roku przez papieża Benedykta XIV. Pomysłodawcą jej był św. Leonard z Porto Maurizio. W miejscu, które uważane jest za miejsce śmierci chrześcijan ustawiono stacje drogi krzyżowej. Od tamtej pory organizowano ją corocznie. W roku 1870 po likwidacji Państwa Kościelnego przerwano tę tradycję. Wznowił ją w 1964 papież Paweł VI. W latach 2020–2021, z racji pandemii COVID-19, droga krzyżowa nie odbyła się przy Koloseum, lecz na placu św. Piotra.

## Stacje

### Porządek tradycyjny
Często Droga Krzyżowa w Koloseum odprawiana jest w tradycyjny sposób z 14 stacjami. 
1. Jezus na śmierć skazany.
2. Jezus bierze krzyż na swoje ramiona.
3. Jezus upada po raz pierwszy.
4. Jezus spotyka Matkę swoją.
5. Szymon Cyrenejczyk pomaga nieść krzyż Jezusowi.
6. Weronika ociera twarz Jezusa.
7. Jezus upada po raz drugi.
8. Jezus pociesza płaczące niewiasty.
9. Jezus upada po raz trzeci.
10. Jezus z szat obnażony.
11. Jezus do krzyża przybity.
12. Jezus umiera na krzyżu.
13. Jezus zdjęty z krzyża.
14. Jezus złożony do grobu.

### Droga biblijna
1. Jezus w Ogrodzie Oliwnym
2. Jezus zdradzony przez Judasza
3. Jezus skazany przez Sanhedryn
4. Piotr wypiera się Jezusa
5. Jezus sądzony przez Piłata
6. Jezus biczowany i ukoronowany cierniem
7. Jezus bierze krzyż
8. Szymon Cyrenejczyk pomaga Jezusowi nieść krzyż
9. Jezus spotyka kobiety jerozolimskie
10. Jezus ukrzyżowany
11. Jezus obiecuje swoje Królestwo dobremu łotrowi
12. Jezus na Krzyżu Matka i Uczeń
13. Jezus umiera na krzyżu
14. Jezus złożony do grobu

## Rozważania
Początkowo rozważania do poszczególnych stacji czerpano z Pisma Świętego, z tekstów Ojców i Doktorów Kościoła i innych świętych. W latach 1970–78 papież Paweł VI osobiście prowadził każdą Via Crucis, zaś rozważania do niej opierał na tekstach biblijnych (1970), pismach św. Leona Wielkiego (1971), św. Augustyna (1972), św. Franciszka Salezego (1973), św. Ambrożego (1974), św. Pawła od Krzyża (1975), Ojców Kościoła (1976), św. Teresy (1977) i św. Bernarda (1978).
Jan Paweł II z początku kontynuował zwyczaj swego poprzednika i rozważania do Drogi 13 kwietnia 1979 zaczerpnął z jego przemówień. 4 kwietnia 1980 wykorzystał do tego treści zawarte w regule św. Benedykta, w 1981 (17 IV) - św. Katarzyny Sieneńskiej, w rok później (9 IV 1982) - św. Bonawentury a pisząc rozważania do poszczególnych Stacji na 1 kwietnia 1983, oparł się na pismach św. Anieli z Foligno. Ostatni raz własne rozważania wygłosił w Wielki Piątek 20 IV 1984 na zakończenie Roku Świętego Odkupienia.
W następnych latach zapraszał już do tego osoby z zewnątrz: duchownych i świeckich z różnych krajów, z czasem nawet niekatolików. 

## Papieże przewodniczący drodze krzyżowej w Koloseum i autorzy rozważań
| Data             | Przewodniczył              | Autor rozważań | Forma drogi krzyżowej | Źródło |
| ---------------- | -------------------------- | --- | --------------------- | ------ |
| 5 kwietnia 1985  | Jan Paweł II               | Italo Alighiero Chiusano, pisarz włoski | tradycyjna            |        |
| 28 marca 1986    | Jan Paweł II               | André Frossard, pisarz, dziennikarz francuski | tradycyjna            |        |
| 17 kwietnia 1987 | Jan Paweł II               | kardynał Miguel Obando Bravo, arcybiskup Managui (Nikaragua)                                                                                           | tradycyjna            |        |
| 1 kwietnia 1988  | Jan Paweł II               | kardynał-nominat Hans Urs von Balthasar, teolog szwajcarski                                                                                            | tradycyjna            |        |
| 24 marca 1989    | Jan Paweł II               | Marek Skwarnicki, dziennikarz i pisarz polski | tradycyjna            |        |
| 13 kwietnia 1990 | Jan Paweł II               | arcybiskup Michel Sabbah, łaciński patriarcha Jerozolimy                                                                                               | tradycyjna            |        |
| 29 marca 1991    | Jan Paweł II               | o. Ignacio Maria Calabuig Adan OSM, o. Silvano M. Maggiano OSM                                                                                         | biblijna              | [ 3 ]  |
| 17 kwietnia 1992 | Jan Paweł II               | Miloslav Vlk, arcybiskup Pragi, prymas Czech | biblijna              | [ 4 ]  |
| 9 kwietnia 1993  | Jan Paweł II               | m. Anna Maria Canopi, ksieni opactwa benedyktyńskiego "Mater Ecclesiae" z wyspy San Giulio koło Novary (Włochy)                                        | tradycyjna            | [ 5 ]  |
| 1 kwietnia 1994  | Jan Paweł II               | prawosławny patriarcha Konstantynopola Bartłomiej I | biblijna              | [ 4 ]  |
| 14 kwietnia 1995 | Jan Paweł II               | s. Minke de Vries, mniszka wspólnoty protestanckiej z Grandchamp (Szwajcaria)                                                                          | biblijna              | [ 6 ]  |
| 5 kwietnia 1996  | Jan Paweł II               | kardynał Vinko Puljić, arcybiskup Sarajewa |                       |        |
| 28 marca 1997    | Jan Paweł II               | katolikos Karekin I Sarkisjan, najwyższy patriarcha wszystkich Ormian                                                                                  | biblijna (wariant)    | [ 7 ]  |
| 10 kwietnia 1998 | Jan Paweł II               | Olivier Clément, francuski teolog prawosławny | tradycyjna            | [ 8 ]  |
| 2 kwietnia 1999  | Jan Paweł II               | Mario Luzi, poeta włoski |                       |        |
| 21 kwietnia 2000 | Jan Paweł II               | Jan Paweł II (z okazji Wielkiego Jubileuszu Roku Świętego)                                                                                             | tradycyjna            | [ 9 ]  |
| 13 kwietnia 2001 | Jan Paweł II               | teksty zaczerpnięto z pism kardynała Jana Henryka Newmana z okazji 200. rocznicy jego urodzin                                                          | tradycyjna            | [ 10 ] |
| 29 marca 2002    | Jan Paweł II               | 14 dziennikarzy z różnych krajów, akredytowanych przy Stolicy Apostolskiej                                                                             | biblijna              | [ 11 ] |
| 18 kwietnia 2003 | Jan Paweł II               | kardynał Karol Wojtyła | tradycyjna            | [ 12 ] |
| 9 kwietnia 2004  | Jan Paweł II               | o. André Louf, trapista z Belgii | biblijna              | [ 13 ] |
| 25 marca 2005    | kardynał Camillo Ruini     | kardynał Joseph Ratzinger, prefekt Kongregacji Nauki Wiary                                                                                             | tradycyjna            | [ 15 ] |
| 14 kwietnia 2006 | Benedykt XVI               | abp Angelo Comastri, wikariusz generalny Jego Świątobliwości dla Miasta Watykanu                                                                       | tradycyjna            | [ 16 ] |
| 6 kwietnia 2007  | Benedykt XVI               | ks. Gianfranco Ravasi, biblista, prefekt Bibliotek Ambrozjańskiej w Mediolanie                                                                         | biblijna              | [ 17 ] |
| 21 marca 2008    | Benedykt XVI               | kardynał Joseph Zen Ze-kiun, biskup Hongkongu | biblijna              | [ 18 ] |
| 10 kwietnia 2009 | Benedykt XVI               | arcybiskup Thomas Menamparampil, ordynariusz diecezji Guwahati w Indiach                                                                               | biblijna              | [ 19 ] |
| 2 kwietnia 2010  | Benedykt XVI               | kardynał Camillo Ruini, emerytowany wikariusz dla diecezji rzymskiej                                                                                   | tradycyjna            | [ 20 ] |
| 22 kwietnia 2011 | Benedykt XVI               | matka Maria Rita Piccione, przełożona federacji mniszek augustiańskich                                                                                 | tradycyjna            | [ 21 ] |
| 6 kwietnia 2012  | Benedykt XVI               | Danilo i Anna Zanzucchi z Ruchu Focolari | tradycyjna            | [ 22 ] |
| 29 marca 2013    | Franciszek                 | kardynał Béchara Boutros Raï z libańską młodzieżą | tradycyjna            | [ 23 ] |
| 18 marca 2014    | Franciszek                 | Giancarlo Bregantini, arcybiskup metropolita Campobasso-Boiano                                                                                         | tradycyjna            | [ 24 ] |
| 3 kwietnia 2015  | Franciszek                 | Renato Corti, biskup-senior Novary | tradycyjna            | [ 25 ] |
| 25 marca 2016    | Franciszek                 | kardynał Gualtiero Bassetti, arcybiskup metropolita Perugii                                                                                            | tradycyjna            | [ 26 ] |
| 14 kwietnia 2017 | Franciszek                 | Anne-Marie Pelletier, francuska biblistka | inna                  | [ 27 ] |
| 30 marca 2018    | Franciszek                 | 15 osób młodych | tradycyjna            | [ 28 ] |
| 19 kwietnia 2019 | Franciszek                 | s. Eugenia Bonetti, klaretynka | tradycyjna            | [ 29 ] |
| 10 kwietnia 2020 | Franciszek                 | duszpasterstwo więzienne z Zakładu Karnego „Due Palazzi” w Padwie                                                                                      | tradycyjna            | [ 30 ] |
| 2 kwietnia 2021  | Franciszek                 | grupa skautów z katolickiego związku Agesci z miejscowości Foligno w Umbrii oraz grupa z rzymskiej parafii pod wezwaniem Świętych Męczenników z Ugandy | tradycyjna            | [ 31 ] |
| 15 kwietnia 2022 | Franciszek                 | grupa rodzin powiązanych z organizacjami katolickimi odpowiedzialnymi za wolontariat i pomoc                                                           | biblijna              | [ 32 ] |
| 7 kwietnia 2023  | kardynał Angelo de Donatis | teksty zaczerpnięto ze świadectw wysłuchanych przez papieża podczas podróży apostolskich                                                               | tradycyjna            | [ 35 ] |
| 29 marca 2024    | kardynał Angelo de Donatis | papież Franciszek | tradycyjna (wariant)  | [ 36 ] |
| 18 kwietnia 2025 | kardynał Baldassare Reina  | papież Franciszek | tradycyjna            | [ 38 ] |